# Бауре
Бауре (Baure, Bauré) — почти исчезнувший аравакский язык, на котором говорят в деревнях Альта-Грасия, Береуро, Буэна-Ора, Каиро, Лас-Пеньяс, Пуэльо-Бауре, Сан-Мигель, Сан-Педро, Сан-Франсиско, Тухуре, Хасьякини (большинство в Баурес и Эль-Кармен), юго-восточнее города Магдалена, в муниципалитетах Баурес, Магдалена, Уакарахе (между реками Итенес и Рио-Бланко) провинций Итенес и Маморе департамента Бени в Боливии. Почти всё население перешло на испанский язык, в основном старше 50 лет.